# Favolaschia fendleri
Favolaschia fendleri är en svampart som beskrevs av Singer 1974. Favolaschia fendleri ingår i släktet Favolaschia och familjen Mycenaceae.   Inga underarter finns listade i Catalogue of Life.